# 歐氏扁鱂
歐氏扁鱂，為輻鰭魚綱鯉齒目鰕鱂亞目鰕鱂科的其中一種，為熱帶淡水魚，分布於非洲賴比瑞亞及象牙海岸淡水流域，部分分類有2個亞種，即多氏扁鱂(E. olbrechtsi dauresi)與藍色扁鱂(E. olbrechtsi kassiapleuensis)，體長可達8公分，棲息沼澤、溪流底中層水域，生活習性不明，可作為觀賞魚。

## 擴展閱讀
維基物種上的相關：歐氏扁鱂